# Bactris oligoclada
Bactris oligoclada är en enhjärtbladig växtart som beskrevs av Karl Ewald Maximilian Burret. Bactris oligoclada ingår i släktet Bactris och familjen Arecaceae. Inga underarter finns listade i Catalogue of Life.